# Lucca Borges de Brito
Lucca Borges de Brito, noto con il solo prenome Lucca (Alto Parnaíba, 14 febbraio 1990), è un calciatore brasiliano, attaccante del Grêmio Novorizontino.

## Caratteristiche tecniche
È un'ala sinistra.

## Carriera

### Club
Cresciuto nelle giovanili del Criciúma, ha debuttato il 10 ottobre 2010 in un match di Série C perso 3-2 contro il Macaé.
Con la maglia del Criciúma in 5 stagioni ha disputato 133 partite e messo a segno 45 reti, contribuendo al passaggio del club catarinense dalla Série C alla Série A.
Nel 2015 è stato acquistato dal Corinthians.

## Statistiche

### Presenze e reti nei club
Statistiche aggiornate al 3 giugno 2017.
| Stagione           | Squadra            | Campionato         | Campionato | Campionato | Coppe nazionali | Coppe nazionali | Coppe nazionali | Coppe continentali | Coppe continentali | Coppe continentali | Altre coppe | Altre coppe | Altre coppe | Totale | Totale |
| Stagione           | Squadra            | Comp               | Pres       | Reti       | Comp            | Pres            | Reti            | Comp               | Pres               | Reti               | Comp        | Pres        | Reti        | Pres   | Reti   |
| ------------------ | ------------------ | ------------------ | ---------- | ---------- | --------------- | --------------- | --------------- | ------------------ | ------------------ | ------------------ | ----------- | ----------- | ----------- | ------ | ------ |
| 2010               | Criciúma           | C+CAT              | 3+0        | 1+0        | CB              | 0               | 0               |                    | -                  | -                  |             | -           | -           | 3      | 1      |
| 2011               | Criciúma           | B+CAT              | 2+9        | 0+1        | CB              | 0               | 0               |                    | -                  | -                  |             | -           | -           | 11     | 1      |
| 2011               | Chapecoense        | C+CAT              | 5+0        | 1+0        | CB              | 0               | 0               |                    | -                  | -                  |             | -           | -           | 5      | 1      |
| 2011               | Criciúma           | B+CAT              | 2+0        | 0          | CB              | 0               | 0               |                    | -                  | -                  |             | -           | -           | 2      | 0      |
| 2012               | Criciúma           | B+CAT              | 26+14      | 11+8       | CB              | 3               | 0               |                    | -                  | -                  |             | -           | -           | 43     | 19     |
| 2013               | Cruzeiro           | B+MIN              | 9+0        | 0          | CB              | 2               | 2               |                    | -                  | -                  |             | -           | -           | 11     | 2      |
| 2014               | Criciúma           | B+CAT              | 26+13      | 5+3        | CB              | 2               | 0               | CS                 | 2                  | 1                  |             | -           | -           | 43     | 9      |
| 2015               | Criciúma           | B+CAT              | 20+10      | 4+1        | CB              | 3               | 3               |                    | -                  | -                  |             | -           | -           | 33     | 8      |
| Totale Criciúma    | Totale Criciúma    | Totale Criciúma    | 125        | 34         |                 | 8               | 3               |                    | 2                  | 1                  |             | -           | -           | 135    | 38     |
| 2015               | Corinthians        | A+PAU              | 10+0       | 3+0        | CB              | 0               | 0               |                    | -                  | -                  |             | -           | -           | 10     | 3      |
| 2016               | Corinthians        | A+PAU              | 21+14      | 3+4        | CB              | 4               | 0               | CL                 | 7                  | 2                  |             | -           | -           | 46     | 9      |
| Totale Corinthians | Totale Corinthians | Totale Corinthians | 45         | 10         |                 | 4               | 0               |                    | 7                  | 2                  |             | -           | -           | 56     | 12     |
| 2017               | Ponte Preta        | A+PAU              | 10+18      | 7+7        | CB              | 2               | 1               | CS                 | 1                  | 0                  |             | -           | -           | 31     | 15     |
| Totale carriera    | Totale carriera    | Totale carriera    | 212        | 59         |                 | 16              | 6               |                    | 10                 | 3                  |             | -           | -           | 238    | 68     |

## Palmarès

### Club
- Campionato brasiliano: 2

Cruzeiro: 2013
Corinthians: 2015